# Alma Kleen
Alma Isadora Kleen (* 30. März 1989) ist eine deutsche Jugendverbands- und Vereinsfunktionärin. Sie war von 2017 bis 2022 Bundesvorsitzende der Sozialistischen Jugend Deutschlands – Die Falken (SJD – Die Falken) und ist seit 2023 Vorsitzende der SPD-linken Strömung Forum Demokratische Linke 21 (DL21).

## Werdegang
Alma Kleen kommt aus dem Landesverband Brandenburg der SJD – Die Falken. 2011 wurde sie für den F-Ring in den Bundesvorstand der SJD – Die Falken gewählt. 2013 wurde Kleen als F-Ring-Leiterin und stellvertretende Bundesvorsitzende der Falken gewählt und 2015 in dem Amt bestätigt. Von 2017 wurde Kleen in einer Doppelspitze mit Jana Herrmann als Bundesvorsitzende der Falken gewählt und blieb bis 2022 in dem Amt – ab 2021 mit Loreen Schreck in der Doppelspitze –, bis sie durch Karl Müller-Bahlke abgelöst wurde. Kleens Amtsvorgänger als Falken-Bundesvorsitzende sind Josephin Tischner und Immanuel Benz. Im Bundesvorstand der Falken arbeitete Kleen unter anderem zu den Themen Theorie und Praxis der sozialistischen Erziehung und zum Gedenken des Anschlages auf das Zeltlager des norwegischen Falken-Schwesterverbandes Arbeidernes Ungdomsfylking auf Utøya 2011.
Von 2017 bis 2021 war Kleen stellvertretende Vorsitzende des Deutschen Bundesjugendrings (DBJR), sie war Mitglied des Fachbeirates des Kompetenzzentrums Jugend-Check und ist Vorständin der Arbeitsgemeinschaft für Kinder- und Jugendhilfe. Von Oktober 2021 bis Oktober 2023 war Kleen stellvertretende Vorsitzende der DL21; im Oktober 2023 wählte die DL21-Mitgliederversammlung sie gemeinsam mit den Bundestagsabgeordneten Jan Dieren und Erik von Malottki zur Vorsitzenden. Von Dezember 2022 bis Juni 2024 war Kleen sachkundige Einwohnerin im Ausschuss für Bildung und Sport der Stadtverordnetenversammlung Potsdam. Bereits seit Juli 2023 ist Kleen gemeinsam mit Marcel Schulz Vorsitzende des SPD-Unterbezirks Potsdam.
Kleen arbeitete bis 2024 als Referentin für Bildung, Jugend und Sport bei der SPD-Landtagsfraktion Brandenburg. Seit 2024 ist sie persönliche Referentin des brandenburgischen Wirtschaftsministers Daniel Keller.